# Mariela Baeva
Mariela Baeva este un om politic bulgar, membru al Parlamentului European în perioada 2007-2009 din partea Bulgariei. 
1. ↑  Deputații în Parlamentul European